# Melonie Diaz
Pour les articles homonymes, voir Diaz.
Melonie Diaz est une actrice américaine, née le 25 avril 1984 à New York.
Elle commence sa carrière, dans les années 2000, s'illustrant essentiellement dans des productions indépendantes tout en se démarquant dans des longs métrages tels que Les Seigneurs de Dogtown (2005), Il était une fois dans le Queens (2006), Itty Bitty Titty Committee (2007), Assassinat d'un président (2008), Soyez sympas, rembobinez (2008) et Hamlet 2 (2008).
Elle poursuit et enchaîne les rôles et genres variés comme dans le drame acclamé Fruitvale Station (2013) de Ryan Coogler ainsi que le thriller The Belko Experiment (2016).
Elle est également apparue dans quelques séries télévisées telles que Nip/Tuck, Les Experts : Miami, Person of Interest, Elementary et Room 104.
En 2018, elle succède à Holly Marie Combs, dans le rôle de Mel Vera, la cadette de la fratrie de sorcières dans Charmed, reboot de la série télévisée fantastique du même nom, produit par le réseau The CW.

## Biographie

### Jeunesse et formation
Melonie Diaz a grandi dans le quartier Lower East Side dans l'arrondissement de Manhattan à New York avec ses parents d'origine portoricaine et sa grande sœur. Elle a étudié à l'école Professional Performing Arts High School.

### Carrière

#### Débuts et percée au cinéma

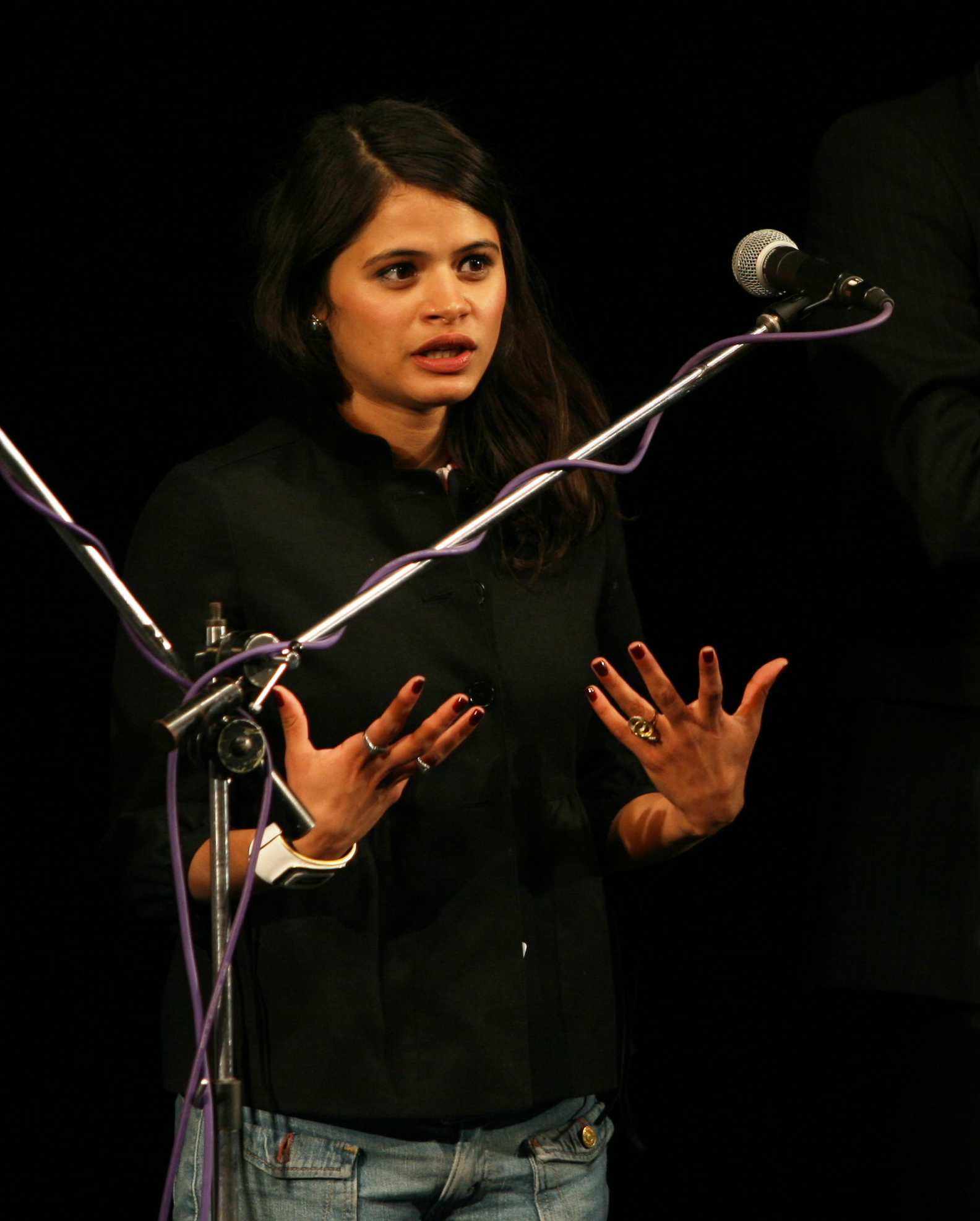
Melonie Diaz, lors du Festival international du film de Karlovy Vary, en juillet 2008.

Sa carrière cinématographique commence avec un second rôle pour la comédie dramatique Bad Luck! de Tom DiCillo, ce qui lui permet ensuite d'enchaîner avec Long Way Home de Peter Sollett ainsi qu'une apparition dans un épisode de la série New York, police judiciaire. Elle participe entre-temps au pilote d'une série dramatique intitulée Queens Supreme.
Ce sont ses rôles dans deux drames biographiques Les Seigneurs de Dogtown de Catherine Hardwicke ainsi que Il était une fois dans le Queens de Dito Montiel qui la révèle à la critique. Elle est notamment proposée pour le Film Independent's Spirit Awards de la meilleure actrice dans un second rôle.
Elle peut donc ensuite tenir des rôles principaux et confirme cette percée avec la romance lesbienne saluée Itty Bitty Titty Committee, sortie en 2007.
Elle enchaine alors les projets variés : un second rôle dans le drame musical Feel the Noise, elle accompagne Mischa Barton et Bruce Willis dans la comédie dramatique Assassinat d'un président, elle rejoint la large distribution de la comédie Soyez sympas, rembobinez avec notamment Sigourney Weaver, Jack Black, Danny Glover et Mia Farrow, puis, elle s'essaie à la comédie musicale pour Hamlet 2.
Plutôt rare sur les écrans de télévision, elle y retourne en 2009, pour jouer dans trois épisodes de la sixième saison de la série télévisée dramatique Nip/Tuck. Dès lors, elle délaisse un cinéma exposé au profit de productions indépendantes et apparaît régulièrement à la télévision (Rizzoli and Isles, Les Experts : Miami, Person of Interest).

#### Cinéma indépendant et télévision

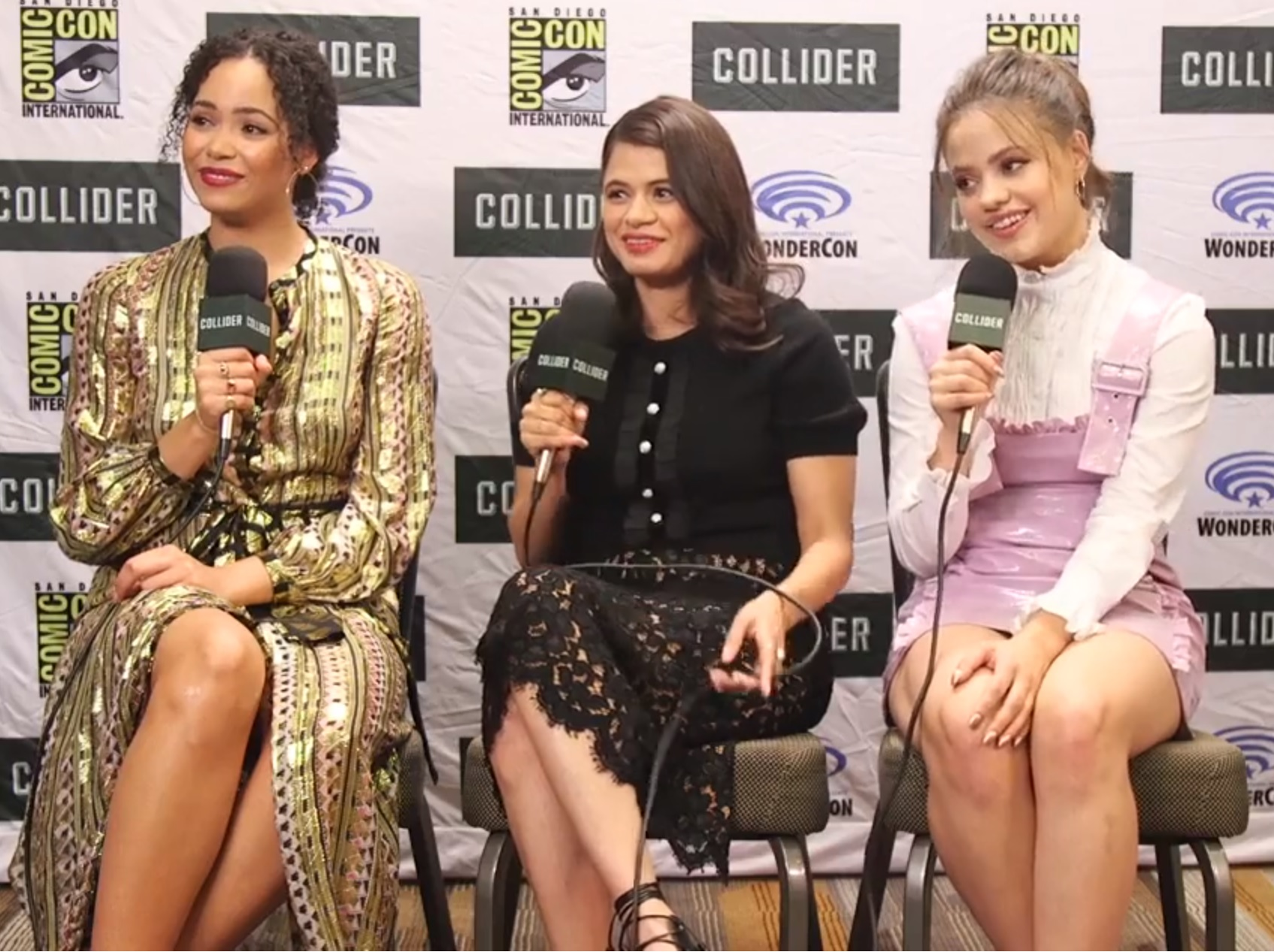
Aux côtés de ses partenaires de Charmed, Madeleine Mantock et Sarah Jeffery, lors de la présentation de la série au Comic-Con de San Diego 2018.

En 2012, elle joue le rôle titre d'une mini-série dramatique Ro, en six épisodes.
L'année d'après, son rôle dans le drame acclamé Fruitvale Station de Ryan Coogler aux côtés de Michael B. Jordan lui vaut les éloges de la critique,.
Il s'ensuit d'autres interventions sur le grand et le petit écran, dans des productions mineures, avant qu'elle ne rejoigne, en 2016, le thriller d'action horrifique The Belko Experiment dans l'un des rôles principaux.
En 2017, elle joue dans un épisode des séries Elementary et Room 104 et finit par renouer avec le format de mini-série pour la dramatique et musicale The Breaks.
En 2018, elle rejoint le casting principal de la série Charmed (2018), le reboot de la série télévisée fantastique à succès, Charmed, diffusée entre 1998 et 2006, dans le rôle de Melanie « Mel » Vera aux côtés de Sarah Jeffery et Madeleine Mantock,. La série est diffusée depuis le 14 octobre 2018 sur The CW. Renouvelée pour une seconde saison, la série lui vaut sa première citation lors de la cérémonie, populaire auprès des adolescents, les Teen Choice Awards.
La même année, elle joue dans American Nightmare 4 : Les Origines, préquelle des trois films précédents de la saga : American Nightmare, American Nightmare 2: Anarchy et American Nightmare 3 : Élections. Elle participe aussi à la comédie Gringo avec Charlize Theron, Amanda Seyfried et Thandie Newton.

### Vie privée
Elle est mariée avec l'acteur Octavio Genera et annonce en mars 2021 qu'elle est enceinte ; sa grossesse est incorporée dans Charmed.

## Filmographie

### Actrice

#### Cinéma

##### Courts métrages
- 2002 : From an Objective Point of View de Jim McKay, Hannah Weyer et Janet Aponte : Kelly
- 2006 : Emil de Gandja Monteiro : rôle non communiqué
- 2010 : A Shore Thing de Jess Manafort : Coco

##### Longs métrages
- 2001 : Bad Luck! (Double Whammy) de Tom DiCillo : Maribel Benitez
- 2002 : Long Way Home (Raising Victor Vargas) de Peter Sollett : Melonie
- 2005 : Les Seigneurs de Dogtown de Catherine Hardwicke : Blanca
- 2006 : A Guide to Recognizing Your Saints de Dito Montiel : Laurie, jeune
- 2007 : Itty Bitty Titty Committee de Jamie Babbit : Anna
- 2007 : The Beautiful Ordinary de Jess Manafort : Brianne
- 2007 : Feel the Noise d'Alejandro Chomski : Mimi
- 2008 : Assassinat d'un président de Brett Simon : Clara Diaz
- 2008 : American Son de Neil Abramson (en) : Cristina
- 2008 : Soyez sympas, rembobinez  (Be Kind Rewind) de Michel Gondry : Alma
- 2008 : Hamlet 2 d'Andrew Fleming : Ivonne
- 2008 : I'll Come Running de Spencer Parsons : Veronica / Lisa
- 2008 : Nothing Like the Holidays d'Alfredo Rodriguez de Villa : Marissa
- 2012 : Save the Date de Michael Mohan : Isabelle
- 2012 : Supporting Characters de Daniel Schechter : Liana
- 2012 : She Wants Me de Rob Margolies : Gwen
- 2012 : You, Me & The Circus de Ty Hodges : Andrea
- 2013 : Fruitvale Station de Ryan Coogler : Sophina[12]
- 2014 : X/Y de Ryan Piers Williams : Jen
- 2014 : The Cobbler de Tom McCarthy : Carmen
- 2016 : Ghost Team d'Oliver Irving : Ellie
- 2016 : The Belko Experiment de Greg McLean : Dany Wilkins
- 2017 : And Then I Go de Vincent Grashaw : Ms. Meier
- 2018 : Gringo de Nash Edgerton : Mia
- 2018 : American Nightmare 4 : Les Origines (The First Purge) de Gerard McMurray : Juani
- 2018 : All About Nina d'Eva Vives : Gloria
- 2025 : Roofman de Derek Cianfrance

#### Télévision

##### Téléfilms
- 2016 : The Breaks de Seith Mann : Damita

##### Séries télévisées
- 2003 : Queens Supreme : La fille de Mr. Diaz (saison 1, épisode 1)
- 2003 : New York, police judiciaire : Bettina (saison 14, épisode 10)
- 2009 : Nip/Tuck : Ramona Perez (saison 6, épisodes 16, 18 et 19)
- 2010 : Rizzoli & Isles : Mia, témoin du meurtre (saison 1, épisode 10)
- 2010 : Les Experts : Miami : Ivonne Hernandez (saison 9, épisode 4)
- 2011 : Person of Interest : Paula Vasquez (saison 1, épisode 10)
- 2012 : Ro (mini-série) : Ro (rôle principal - 6 épisodes)
- 2013 : Laughs Unlimited : Billie Crown (pilote non retenu)
- 2014 : Girls : Susan (saison 3, épisode 4)
- 2017 : The Breaks (mini-série) : Damita (rôle principal - 8 épisodes)
- 2017 : Lost & Found : Stella (pilote non retenu) -également productrice exécutive-
- 2017 : Elementary : Tanya (saison 5, épisode 24)
- 2017 : Room 104 : Meg (saison 1, épisode 1)
- 2018–2022 : Charmed : Melanie « Mel » Vera (rôle principal)
- 2024 : American Horror Stories : Mary Gentile  (saison 3, épisode 9)

### Productrice
- 2009 : She's a Blur de Gandja Monteiro (court métrage)
- 2015 : Wedding Dress d'Haroula Rose (court métrage)

## Distinctions
Sauf indication contraire, les informations mentionnées dans cette section peuvent être confirmées par la base de données cinématographiques IMDb,  présente dans la section « Liens externes ».
| Année | Prix                                        | Catégorie                                              | Nomination                       | Résultat   |
| ----- | ------------------------------------------- | ------------------------------------------------------ | -------------------------------- | ---------- |
| 2007  | Independent Spirit Awards                   | Meilleure actrice dans un second rôle                  | Il était une fois dans le Queens | Nomination |
| 2014  | 29e cérémonie des Independent Spirit Awards | Meilleure actrice dans un second rôle                  | Fruitvale Station                | Nomination |
| 2014  | 14e cérémonie des Black Reel Awards         | Meilleure actrice dans un second rôle                  | Fruitvale Station                | Nomination |
| 2014  | 14e cérémonie des Black Reel Awards         | Meilleure révélation féminine                          | Fruitvale Station                | Nomination |
| 2018  | Imagen Awards                               | Meilleure actrice dans un second rôle à la télévision  | Room 104                         | Nomination |
| 2019  | 21e cérémonie des Teen Choice Awards        | Meilleure actrice dans une série télévisée fantastique | Charmed                          | Nomination |